# DJ Akira
DJ Akira is het pseudoniem voor de uit Hongkong afkomstige Kin Wing Lam die onder meer hardcore, terror en speedcore produceert.
Akira begon als artiest van het maken en produceren van hardcore. Hij begon zijn carrière in de Dutch DJ Squad label van DJ Rob in 1997. Later begon hij, na het horen van Liza 'N Eliaz, ook terror te produceren. Hierbij begon hij ook zijn eigen platenlabel genaamd Hong Kong Violence.

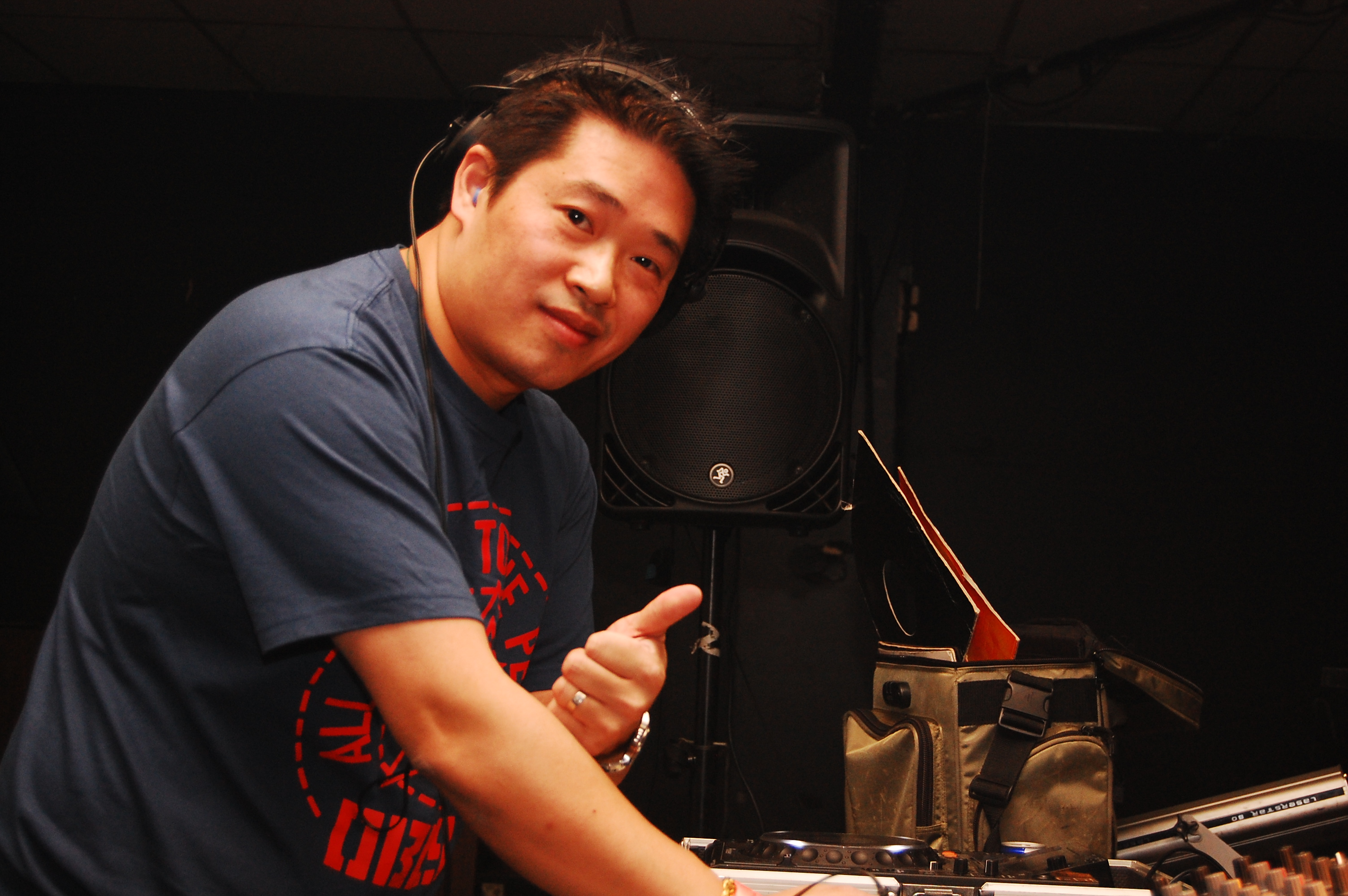
Akira op Noisy Bastards 15/10/2011

## Discografie
| Releases                           |
| ---------------------------------- |
| Los Torros E.P. (12")              |
| Hong Kong vs. New York (12")       |
| Enkele Nummers                     |
| Mong Kok Terror (P.O.R.N. EP)      |
| Mong Kok Breakz (Rave-O-Lution 02) |
| Trancetrutje (Cunt Records)        |
| Fisting The Cunt                   |
| Penis Enlarger                     |